# Campeonato Mundial de Natação em Piscina Curta de 2022 - 200 m medley masculino
A prova dos 200 metros nado medley masculino do Campeonato Mundial de Natação em Piscina Curta de 2022 foi disputada no dia 13 de dezembro de 2022, no Melbourne Sports and Aquatics Centre, em Melbourne, na Austrália.

## Recordes
Antes desta competição, os recordes mundiais e do campeonato nesta prova eram os seguintes:
|                       | Nome        | Nacionalidade  | Tempo   | Local    | Data                   |
| --------------------- | ----------- | -------------- | ------- | -------- | ---------------------- |
| Recorde mundial       | Ryan Lochte | Estados Unidos | 1:49.63 | Istambul | 14 de dezembro de 2012 |
| Recorde do campeonato | Ryan Lochte | Estados Unidos | 1:49.63 | Istambul | 14 de dezembro de 2012 |

## Medalhistas
| Ouro                | Prata               | Bronze            |
| Matthew Sates (RSA) | Carson Foster (USA) | Finlay Knox (CAN) |

## Cronograma
Todos os horários são locais (UTC+11). 
| Data           | Hora  | Evento        |
| -------------- | ----- | ------------- |
| 13 de dezembro | 12:51 | Eliminatórias |
| 13 de dezembro | 20:32 | Final         |

## Resultados

### Eliminatórias
As eliminatórias ocorreram no dia 13 de dezembro com início às 12:51.
| Colocação | Bateria | Raia | Nadador                | Nacionalidade  | Tempo   | Notas            |
| --------- | ------- | ---- | ---------------------- | -------------- | ------- | ---------------- |
| 1         | 4       | 4    | Daiya Seto             | Japão          | 1:51.76 | Q                |
| 2         | 5       | 5    | Carson Foster          | Estados Unidos | 1:51.89 | Q                |
| 3         | 5       | 3    | Finlay Knox            | Canadá         | 1:52.50 | Q                |
| 4         | 4       | 5    | Matthew Sates          | África do Sul  | 1:52.52 | Q                |
| 4         | 5       | 4    | Shaine Casas           | Estados Unidos | 1:52.52 | Q                |
| 6         | 5       | 6    | Clyde Lewis            | Austrália      | 1:52.83 | Q                |
| 7         | 3       | 5    | Alberto Razzetti       | Itália         | 1:52.98 | Q                |
| 8         | 3       | 3    | So Ogata               | Japão          | 1:53.00 | Q                |
| 9         | 4       | 3    | Leonardo Coelho Santos | Brasil         | 1:53.07 |                  |
| 10        | 3       | 4    | Andreas Vazaios        | Grécia         | 1:53.08 |                  |
| 11        | 4       | 1    | Tom Dean               | Reino Unido    | 1:53.53 |                  |
| 12        | 5       | 2    | Se-Bom Lee             | Austrália      | 1:53.71 |                  |
| 13        | 3       | 2    | Carles Coll            | Espanha        | 1:54.03 |                  |
| 14        | 4       | 7    | Kaloyan Bratanov       | Bulgária       | 1:54.50 | Recorde nacional |
| 15        | 4       | 6    | Caio Pumputis          | Brasil         | 1:54.65 |                  |
| 16        | 4       | 2    | Yakov Toumarkin        | Israel         | 1:54.95 |                  |
| 17        | 3       | 6    | Javier Acevedo         | Canadá         | 1:54.96 |                  |
| 18        | 5       | 7    | Qin Haiyang            | China          | 1:54.98 |                  |
| 19        | 5       | 1    | Ronny Brännkärr        | Finlândia      | 1:55.33 |                  |
| 20        | 2       | 3    | Richard Nagy           | Eslováquia     | 1:57.13 | Recorde nacional |
| 21        | 4       | 8    | Hugo González          | Espanha        | 1:57.27 |                  |
| 22        | 5       | 8    | Tomas Peribonio        | Equador        | 1:57.32 |                  |
| 23        | 2       | 4    | Luan Grobbelaar        | Nova Zelândia  | 1:57.38 |                  |
| 24        | 3       | 7    | Émilien Mattenet       | França         | 1:57.91 |                  |
| 25        | 3       | 8    | Jakub Bursa            | Chéquia        | 1:58.01 |                  |
| 26        | 2       | 6    | Wang Hsing-hao         | Taipé Chinesa  | 1:58.57 |                  |
| 27        | 2       | 7    | Erick Gordillo         | Guatemala      | 1:58.98 | Recorde nacional |
| 28        | 3       | 1    | Maximillian Ang        | Singapura      | 1:59.11 |                  |
| 29        | 2       | 5    | Kristaps Miķelsons     | Letônia        | 1:59.49 |                  |
| 30        | 1       | 7    | Siva Sridhar           | Índia          | 1:59.80 | Recorde nacional |
| 31        | 2       | 1    | Dulyawat Kaewsriyong   | Tailândia      | 1:59.85 | Recorde nacional |
| 32        | 2       | 2    | Hayden Kwan            | Hong Kong      | 1:59.91 |                  |
| 33        | 2       | 8    | Esteban Núñez          | Bolívia        | 2:01.44 | Recorde nacional |
| 34        | 1       | 6    | Lin Sizhuang           | Macau          | 2:02.41 | Recorde nacional |
| 35        | 1       | 5    | Liam O'Hara            | Zimbabwe       | 2:04.90 |                  |
| 36        | 1       | 3    | Mubal Azzam Ibrahim    | Maldivas       | 2:19.77 |                  |
| 37        | 1       | 2    | Kinley Lhendup         | Butão          | 2:20.63 |                  |
| 38        | 1       | 4    | Matheo Mateos          | Paraguai       | DSQ     | DSQ              |

### Final
A final foi realizada no dia 13 de dezembro com início às 20:32.
| Colocação         | Raia | Nadador          | Nacionalidade  | Tempo   | Notas            |
| ----------------- | ---- | ---------------- | -------------- | ------- | ---------------- |
| Medalha de ouro   | 6    | Matthew Sates    | África do Sul  | 1:50.15 | Recorde africano |
| Medalha de prata  | 5    | Carson Foster    | Estados Unidos | 1:50.96 |                  |
| Medalha de bronze | 3    | Finlay Knox      | Canadá         | 1:51.04 | Recorde nacional |
| 4                 | 2    | Shaine Casas     | Estados Unidos | 1:51.31 |                  |
| 5                 | 4    | Daiya Seto       | Japão          | 1:51.39 |                  |
| 6                 | 1    | Alberto Razzetti | Itália         | 1:51.73 |                  |
| 7                 | 7    | Clyde Lewis      | Austrália      | 1:53.19 |                  |
| 8                 | 8    | So Ogata         | Japão          | 1:53.40 |                  |

Legenda
| Recorde mundial       | Recorde mundial (World record)               |                       | Recorde africano                      | Recorde africano (African) |                                           | Q | Classificado por posição (Qualified) |
| Recorde do campeonato | Recorde do campeonato (Championship record)  | Recorde da América    | Recorde da América (Americas)         | q                          | Classificado por melhor tempo (Qualified) |   |                                      |
| Melhor marca do ano   | Melhor marca do ano (World leading)          | Recorde asiático      | Recorde asiático (Asian)              | DNS                        | Não largou (Did not start)                |   |                                      |
| Recorde nacional      | Recorde nacional (National record)           | Recorde europeu       | Recorde europeu (European)            | DNF                        | Não terminou (Did not finish)             |   |                                      |
| Recorde pessoal       | Recorde pessoal do atleta (Personal best)    | Recorde da Oceania    | Recorde da Oceania (Oceania)          | DSQ / DQ                   | Desclassificado (Disqualified)            |   |                                      |
| Recorde da temporada  | Recorde da temporada do atleta (Season best) | Recorde sul-americano | Recorde sul-americano (South America) | NM                         | Sem marca (No mark)                       |   |                                      |